# Plaza Monumental de Toros de Pueblo Nuevo
La plaza Monumental de Pueblo Nuevo también conocida como plaza Monumental Hugo Molina es un coso taurino ubicado en la ciudad de San Cristóbal en el estado Táchira en Venezuela. Alberga las corridas de toros de la Feria Internacional de San Sebastián. 

## Historia
Su propuesta fue una iniciativa de un grupo de empresarios tachirenses entre quienes se encontraban: el Lcdo. Hugo Domingo Molina, Dr. Víctor Hugo Mora y Arq. Eduardo Santos Castillo. Este último fue el diseñador de la plaza y ha participado, desde su fundación, en todas las remodelaciones y mejoras. Su piedra fundacional se colocó en 1965, siendo inaugurada el 17 de enero de 1967 con la asistencia del Presidente de la República Raúl Leoni y el entonces diputado Carlos Andrés Pérez. En la corrida inaugural contó con las ganaderías de Piedrahíta y Dosgutiérrez, para los matadores Antonio Chenel "Antoñete", Curro Girón, Paco Camino y Manuel Cano "El Pireo". La gestión de la plaza está a cargo de una empresa de capital mixto: C.A. Plaza de Toros de San Cristóbal. Con motivo del fallecimiento el 2 de enero de 2021, del Lcdo. Hugo Domingo Molina, uno de sus promotores, accionista y posteriormente empresario taurino, en Asamblea Extraordinaria efectuada el sábado 16 de enero de 2021 con presencia del Alcalde de San Cristóbal, también accionista, se aprobó darle el nombre Hugo Domingo Molina a esta plaza. 

## Descripción
Se encuentra en el Sector de Pueblo Nuevo (Antigua Hacienda Pueblo Nuevo), en un complejo ferial formado por gimnasios y estadios entre los que destacan el Estadio Polideportivo de Pueblo Nuevo, el Estadio Metropolitano de San Cristóbal y el Velódromo J. J. Mora.
La silletería actual fue inaugurada en 1997 reduciendo el aforo a unas 15.000 localidades desde las 17.000 iniciales. La parte inferior Este (E) fue excavada en la falda de la montaña sirve para múltiples eventos que atienden a la ciudad, siendo uno de sus principales patrimonios y sitios de interés. Actualmente, se encuentra gestionando la ejecución del proyecto de techado cuyo costo se aproxima a los 12 millardos de bolívares.